# Yasmin Hurd
Yasmin Hurd es una profesora y científica estadounidense de neurociencia, psiquiatría, y terapéutica de farmacología y sistemas en la Icahn Escuela de Medicina Monte Sinai en Ciudad de Nueva York. Fue también directora de la Escuela médica combinada MD/PhD Programa de Formación de Científicos Médicos.  Completó el PhD en el Instituto Karolinska en Estocolmo, Suecia, donde su trabajo con microdialisis intracerebral lideró avances en neurofarmacología.  Su trabajo ha sido citado más de 5.000 veces, y tiene un índice h de 39.
Su obra en neurobiología de adicción, especialmente respecto a los cambios del desarrollo causados por cannabis, ha sido perfilado en una variedad de fuentes noticiosas populares.